# Caleb Ralph
Pas d'image ? Cliquez ici

a Compétitions nationales et continentales officielles uniquement.

b Matchs officiels uniquement.
Dernière mise à jour le 5 février 2016.
Caleb Stanley Ralph, né le 10 septembre 1977 à Rotorua (Nouvelle-Zélande), est un joueur de rugby à XV néo-zélandais qui a joué avec les All-Blacks entre 1998 et 2003. Il a joué l'essentiel de sa carrière avec la franchise des Canterbury Crusaders. C’est un trois quart centre ou ailier de 1,85 m pour 95 kg.

## Carrière

### En Franchise
- 1997 : Chiefs
- 1998-1999 : Blues
- 2000-2008 : Crusaders
- 2011 : Queensland Reds

Ralph dispute le Super 14 avec les Crusaders. Il a joué 13 matchs de Super 12 en 2003-04 et 2004-05, marquant respectivement 5 et 8 essais.

### En équipe nationale
Il a débuté au niveau international en jouant le championnat du monde de rugby à VII de 1997.
Il a eu sa première cape internationale le 27 juin 1998, à l’occasion d’un match contre l'équipe d'Angleterre.
Il a disputé quatre matchs de la coupe du monde de rugby 2003, dont la petite finale gagnée contre l'équipe de France. Caleb Ralph participe également à deux éditions du Tri-nations en 2002 et en 2003 qu'il remporte à deux reprises avec les All Blacks.
Ralph a disputé aussi trois test matchs avec les Māori de Nouvelle-Zélande.

## Palmarès

### En club
- 136 matchs de Super 12/14 avec les Crusaders, Blues et Chiefs
- Vainqueur du Super 12 en 2002 et 2005 avec les Crusaders
- 53 essais dans le Super 12/14
- 7 finales de Super 12 : Blues (1998); Crusaders (1999, 2000, 2002, 2003, 2004, 2005)

### En équipe nationale
- Troisième de la Coupe du monde 2003
- Vainqueur du Tri-nations en 2002 et 2003

## Statistiques

### En équipe nationale
De 1998 à 2003, Caleb Ralph compte 14 sélections avec les All-Blacks, inscrivant 40 points. Avec les Kiwis, il dispute une Coupe du monde en 2003. Il participe à deux éditions du Tri-nations en 2002 et 2003.